# Константинос Даис
Константинос Даис или капитан Царас, Дзарас (на гръцки: Κωνσταντίνος Νταής – Τσάρας, Τσιάρας, Τζάρας) е гръцки военен и революционер, деец на Гръцката въоръжена пропаганда в Македония от началото на XX век.

## Биография
Роден е в 1883 година в тесалийското село Месениколас. Достига чин лейтенант от гръцката армия.
Действа като гръцки учител в района на Просечен и се присъединява се към гръцката пропаганда в Македония. В 1905 година за една година живее като учител в къщата на Леонидас Вулциадис под псевдонима Стратис Спинаридис. През август 1907 година Даис образува чета от местни гърци, действаща в околността на планината Кушница. С четата си действа до края на юни 1908 г. Основна база му е Кюпкьой и къщата на председателя на местния революционен комитет Георгиос Караманлис. Целта на четата му е да организира дейността срещу ВМОРО и българското учебно дело и внимателно да избягва каквато и да било сблъсъци с турската армия. Разпусната е след Младотурската революция. Подпомага дейността на гръцкия консул в Кавала Стилианос Мавромихалис.
Участва в Балканската война. Избиран е за депутат от Кавала в 1923 и 1932 година от Прогресивната партия на Георгиос Кафандарис. На негово име са кръстени площади и улици в областта.